# حقوق بشر در کلمبیا
حقوق بشر در کلمبیا (انگلیسی: Human rights in Colombia) به‌طور گسترده‌ای به‌عنوان کشوری با بدترین سابقه حقوق بشر در نیم‌کره غربی شناخته می‌شود.
کلمبیا یک کشور مستقل است که در آمریکای جنوبی واقع می‌باشد. از روز ۵ ماه نوامبر ۱۹۴۵ عضو سازمان ملل متحد بوده‌است، و طرفی است که به‌انواع مختلف قراردادهای بین‌المللی مربوط به حقوق بشر می‌پردازد. همچنین دارای مجموعه ای از قوانین داخلی مربوط به حمایت از حقوق بشر است. با این حال، در عمل سابقه حقوق بشر کلمبیا اغلب با قوانین و توافق‌هایی که به آن مقید شده‌است، مغایرت دارد. در گزارش سالانه حقوق بشر بریتانیا در سال ۲۰۱۰، کلمبیا به عنوان یکی از ۲۰ «کشور نگران کننده» شناخته می‌شود.

## کلمبیا و لایحه حقوق بشر بین‌المللی
در سال ۱۹۶۶ دو معاهده بین‌المللی دربارهٔ حقوق بشر توسط سازمان ملل متحد تأسیس شده‌است: میثاق بین‌المللی حقوق مدنی و سیاسی با دو پروتکل اختیاری و میثاق بین‌المللی دربارهٔ حقوق اقتصادی، اجتماعی و فرهنگی. این دو معاهده همراه با اعلامیه جهانی حقوق بشر، لایحه بین‌المللی حقوق بشر را تشکیل می‌دهند. کلمبیا در سال ۱۹۶۶ هر دو عهدنامه را امضا کرد و با تصویب آنها در اکتبر ۱۹۶۹ کار تکمیل شد.

## کلمبیا و قانون حقوق بشر بین‌المللی
در سال ۱۹۶۱ کلمبیا چهارمین کنوانسیون ژنو، که اساس قانون بین‌المللی بشردوستانه را تشکیل می‌دهند را به تصویب رساند و دو پروتکل دیگر مربوط به سال ۱۹۷۷ را به ترتیب در سال‌های ۱۹۹۳ و ۱۹۹۵ به تصویب رساند. تا سپتامبر ۲۰۱۱، کلمبیا سومین پروتکل الحاقی دیگر سال ۲۰۰۵ را امضا نکرده‌است.

## قانون اساسی و حقوق بشر
به علاوه جزئیات حقوق شهروندان کلمبیایی در مورد حقوق بنیادین (مانند حق زندگی، برابری در برابر قانون)، قانون اساسی حق برخورداری از حقوق اقتصادی، اجتماعی و فرهنگی (به عنوان مثال حقوق کار، حق تحصیل، حقوق) برای گروه‌هایی که نیاز به حفاظت ویژه دارند و همچنین حقوق جمعی و زیست‌محیطی را ذکر می‌کند این حقوق را برای مردم بومی هم به رسمیت می‌شناسد، قانون اساسی اجازه می‌دهد که شهروندان می‌توانند اقدام قانونی مستقیم علیه دولت را با حق برخورداری از آنچه به نام تایتلا شناخته می‌شود، انجام دهند، دادگاه قانون اساسی را تشکیل می‌دهد و وجود پست‌های بازرسی حقوق بشر را تعیین می‌کند. به بازرسان قانون اساسی ۱۹۹۱ اجازه می‌دهد، حداقل از نظر تئوری، حقوق بشر شهروندان کلمبیا تحت مقررات قانون اساسی ملی را محافظت کنند.

## مدافعین حقوق بشر در کلمبیا

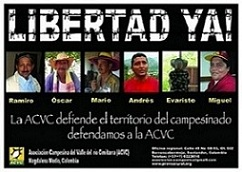
پوستری که خواستار آزادی شش رهبر غیرقانونی جامعه در کلمبیا است.

آنطور که کمپین ملی و بین‌المللی برای دفاع از حقوق بشر گزارش داده‌است، و به‌طور مستمر در گزارش‌های سازمان‌های حقوق بشر پیشرو گزارش شده‌است، در سال ۲۰۱۰، بر اساس گزارش سازمان حقوق بشر کلمبیا، دست کم ۱۷۴ مورد اقدام تجاوزکارانه نسبت به مدافعان حقوق بشر انجام شد، که شامل ۳۲ قتل و ۱۰۹ مورد تهدید به قتل بوده‌است.

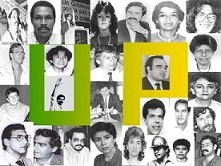
بین ۳ تا ۵ هزار نفر در نسل‌کشی حزب سیاسی اتحادیه میهنی بین ۱۹۸۴ و ۱۹۹۴ کشته شدند.

طبق اولین گزارش‌های حقوق بشر، حملات علیه مدافعان حقوق بشر عبارتند از «کمپین لکه‌دار کردن و دستبرد زدن، حملات فیزیکی، آدم‌ربایی، خشونت نسبت به اعضای خانواده و تلاش‌های ترور».
حکومت کلمبیا دارای یک برنامه حفاظت ویژه است که هدف آن محافظت از افراد مورد تهدید است. سفارت کلمبیا در واشینگتن اعلام کرده‌است که برنامه این حفاظت ویژه «ارائه خدمات بلند مدت براساس نیازهای ویژه افراد و گروه‌های آسیب‌پذیر است». با این حال، ارقام ترم اول سال ۲۰۱۱ نشان دهنده افزایش ۱۲۶ درصدی اعمال خشونت علیه مدافعان حقوق بشر نسبت به سال ۲۰۱۰ می‌باشد. گروه‌های شبه نظامی در ۵۹٪ موارد، نیروهای امنیتی کشور مسئول ۱۰٪ و گروه‌های چریکی ۲٪ مسئول بودند. مقامات کلمبیا نیز به‌طور گسترده‌ای کار مدافعان حقوق بشر را نادیده می‌گیرند، و ادعا می‌کنند که اغلب اتهامات بی‌اساس و از جانب گروه‌های چریکی می‌باشد.
سازمان عدالت برای کلمبیا گزارش می‌دهد که بین ماه‌های اوت سال ۲۰۱۰ و ژوئن سال ۲۰۱۱، حداقل ۱۰۴ مورد قتل با عواقب مستقیم مربوط به نگرانی‌های حقوق بشری در کلمبیا وجود داشته‌است. کسانی که به قتل رسیده‌اند شامل مدافعان حقوق بشر، اعضای اتحادیه‌های کارگری و رهبران اجتماعی می‌شوند. به‌طور متوسط، طبق این آمارها، هر سه روز یک قتل رخ می‌دهد. سیستم قضائی کلمبیا حمایت کمی از مدافعان حقوق بشر بعمل می‌آورد، بین سالهای ۲۰۰۲ تا ۲۰۰۹، با اینکه ۷۸۴ بار مدافعین حقوق بشر مورد تهدید قرار گرفته، یا مورد حمله قرار گرفته یا به‌قتل رسیده‌اند، تنها ۱۰ مورد از این موارد محکوم شده‌است.